# 新宿モノリスビル
新宿モノリスビル（しんじゅくモノリスビル）は、東京都新宿区西新宿の新宿新都心の一角にある超高層オフィスビル。

## 概要
東京都が所有する都有地に建設された民間への賃貸を目的としたオフィスビルである。バブル経済の最中に土地の売却を計画するも、更なる地価高騰を招く事を危惧した都が売却せずに運用できる手段として建物を建設し、信託銀行（安田信託銀行（現みずほ信託銀行）、三菱信託銀行（現三菱UFJ信託銀行）、住友信託銀行）に信託することで毎年賃料収入相当を配当として得る自治体初の土地信託形式で運用されている。2010年に当初20年の契約期間が満了した際に三菱UFJ・住友の両信託が更新を辞退したため、みずほ信託銀行単独で5年間延長することになった。
このほか都が実質的に所有する賃貸オフィスビルは近隣の東京都保健医療公社大久保病院再開発に伴い竣工した新宿ハイジアと、東京ビッグサイト・東京テレポートセンター所有のビル群がある。
1991年に公開された『ゴジラvsキングギドラ』では、ゴジラによって破壊されるシーンが描かれた。

## 建物概要
- 高さ:123メートル（地上30階、地下3階）
- 敷地面積 7,167平方メートル
- 建築面積 5,716平方メートル
- 竣工 1990年6月30日

外観はメタリックブラックとなっている。

## 主なテナント
- 大成建設株式会社　洋上風力設計室
- オリンパス新宿サテライトオフィス
- 宮地楽器MUSIC JOY新宿（音楽教室）
- クリア歯科 新宿モノリス院（旧 新宿モノリスデンタルセンター）
- アフラック保険サービス
- 旭化成ホームズ
- 旭化成不動産レジデンス
- パナソニックホームズ東京支社
- エボニック・ジャパン
- ダイセル・エボニック
- 東急住宅リース本社
- ネオキャリア新宿サテライトオフィス
- NTC

など

## エレベーター
2023年2月5日現在、駐車場用2基のみが改修完了している。残り18基はまだ未改修状態。
- 低層用（三菱電機製・1(L1) - 8(L8)号機）

1 - 17
- 高層用（日立製・9(H1) - 16(H8)号機）

1・2・18 - 29
- 非常用（日立製・17 - 18号機）

B3 - 30 ※18号機のみ車椅子操作盤付き
- 駐車場用（日立製）

B3 - 2（南側19号機）※南側の車寄せにある。改修前はオーチス製だった。
B3 - 1（北側20号機）※北側エントランス内にある。

## アクセス
- 新宿駅西口より徒歩5分
- 都営大江戸線都庁前駅徒歩5分